# Flavio Boezio
Flavio Boezio (latino: Flavius Boethius; fl. 522-526) è stato un politico romano.
Cristiano, figlio del filosofo Anicio Manlio Torquato Severino Boezio, era fratello di Flavio Simmaco.
Assieme al fratello fu console nel 522 in Occidente. Teodorico condannò a morte suo padre e suo fratello Simmaco nel 524 525. Suo padre ebbe i propri beni confiscati dopo essere caduto in disgrazia; alla morte di Teodorico (526) questi beni gli vennero ridati.